# Múscul flexor comú superficial dels dits
El múscul flexor comú superficial dels dits o múscul flexor superficial dels dits de la mà (musculus flexor digitorum superficialis), és un múscul que es troba en el segon pla de la cara anterior de l'avantbraç.
S'origina en l'epitròclea humeral, l'apòfisi coronoide del cúbit i en la part mitjana de la superfície anterior del radi.
Posseeix insercions proximals per diferents fascicles, el fascicle humeral a l'epitròclea, el fascicle cubital en l'apòfisi coronoide i el fascicle radial en la vora anterior d'aquest. Les insercions distals finalitzen en quatre tendons per als quatre últims dits; cada tendó finalitza en dues llengüetes que es fixen a les bases de les falanges mitjanes a la cara palmar. Aquests tendons baixen des de l'avantbraç al palmell de la mà, passant pel canal del carp.
A nivell del cos de la falange proximal, cadascun dels tendons es divideix en dues branques que divergeixen i constitueixen una esquerda, el hiat tendinós, per al pas dels tendons del flexor profund, amb els quals s'entrecreuen (quiasma tendinós).

## Imatges

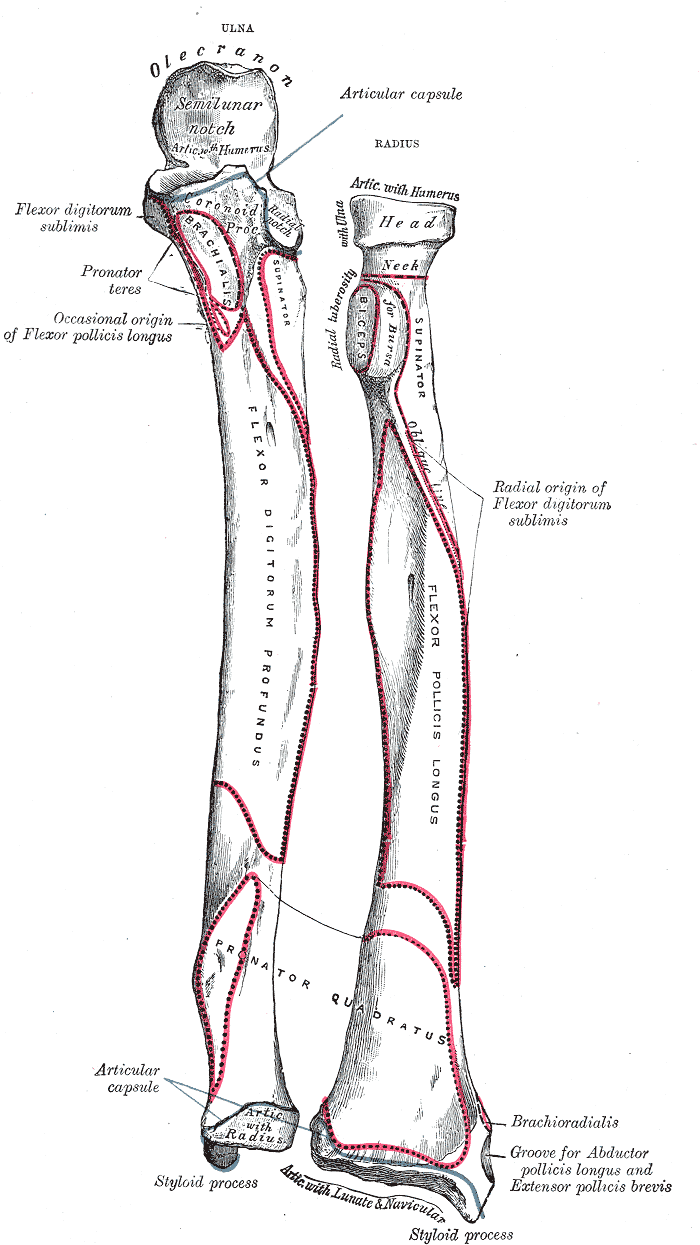
Ossos de l'avantbraç esquerre. Cara anterior.
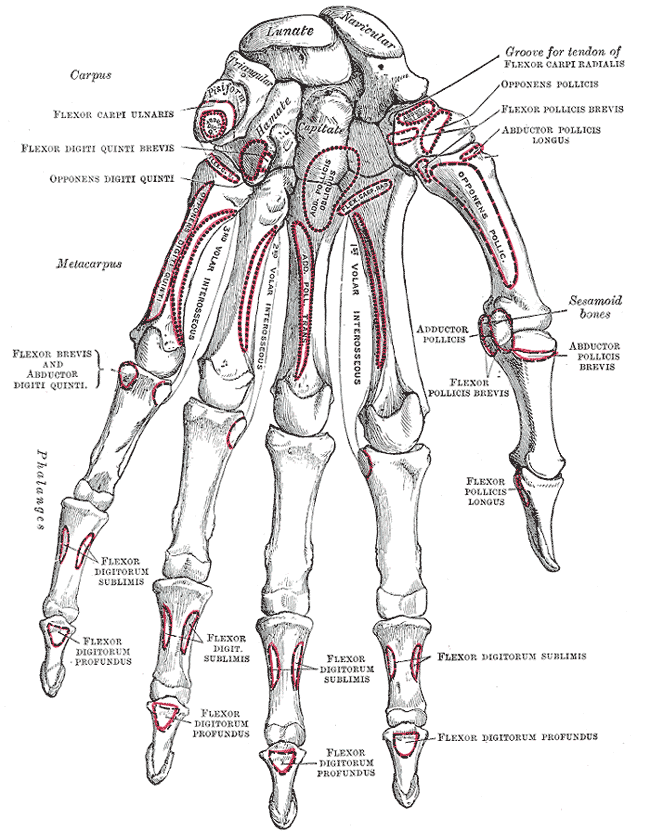
Ossos de la mà esquerra. Superfície palmar.
Secció transversal a nivell del canell i els dits.
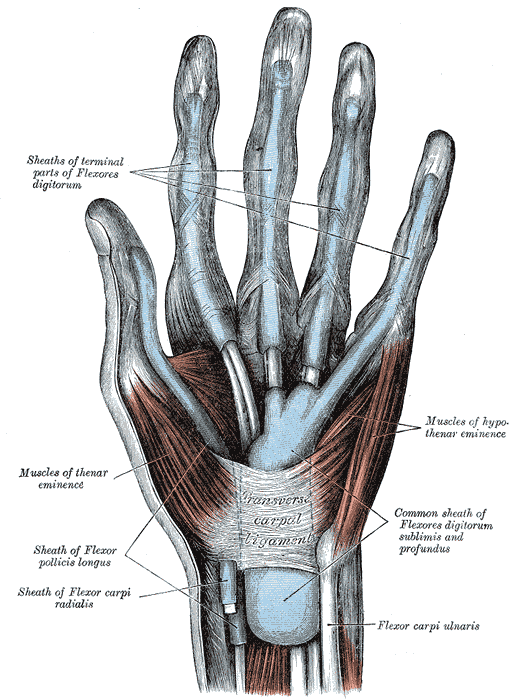
Beines mucoses dels tendons en la part frontal del canell i els dits.
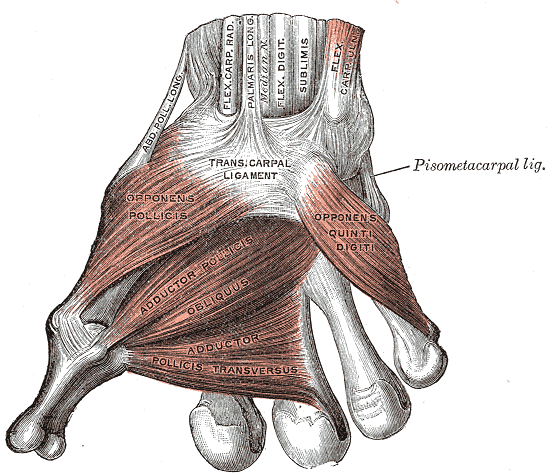
Músculs del polze.
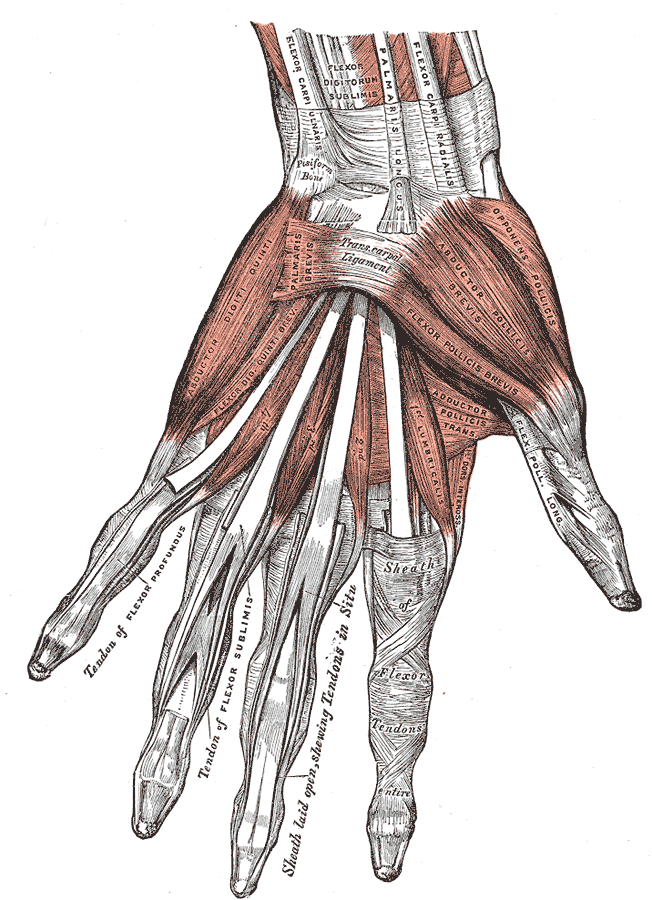
Músculs de la mà esquerra. Superfície Palmar.
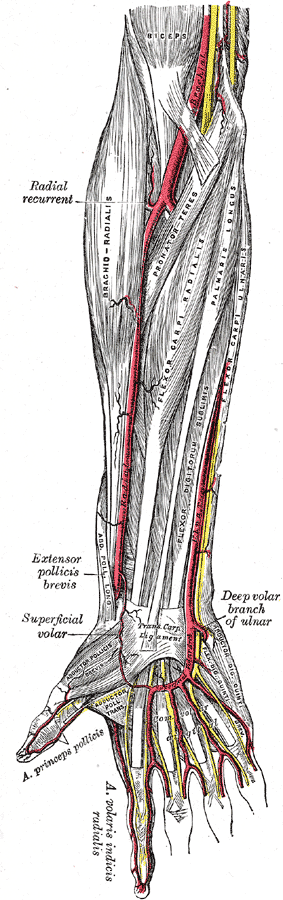
Artèries radial i cubital.
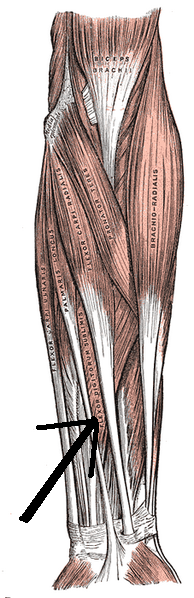
Múscul flexor comú superficial dels dits

- Disseccions on es pot observar el múscul flexor comú superficial dels dits.

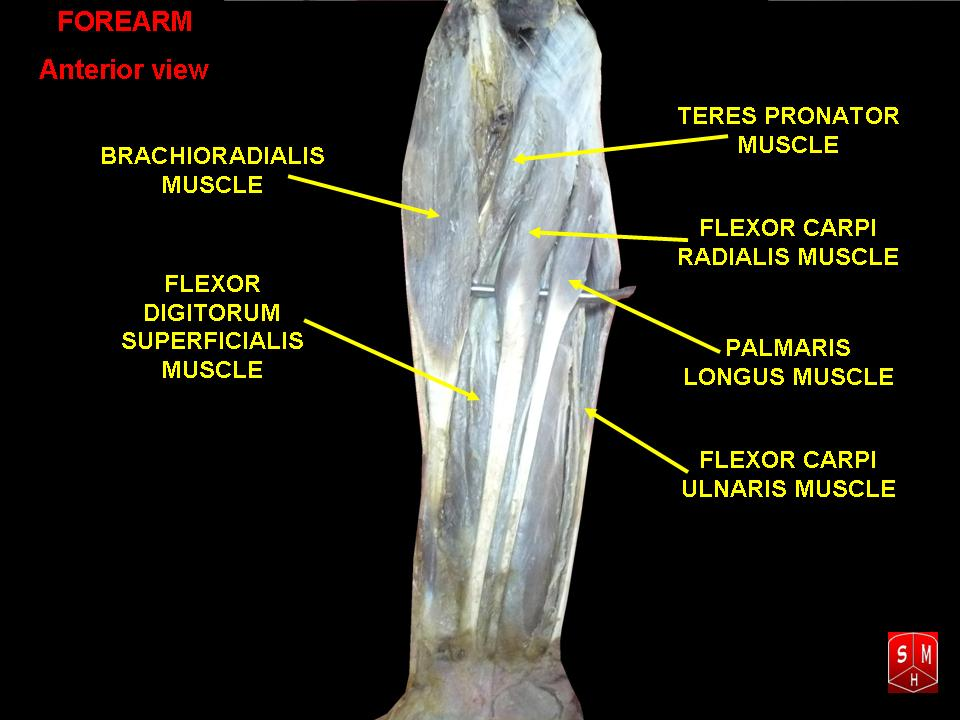
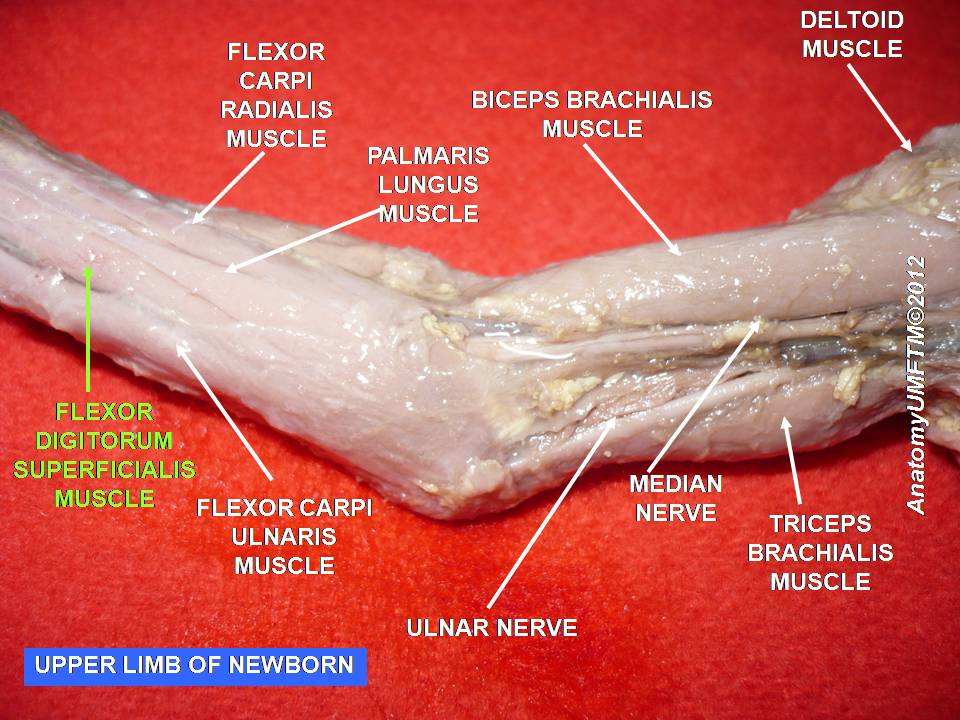
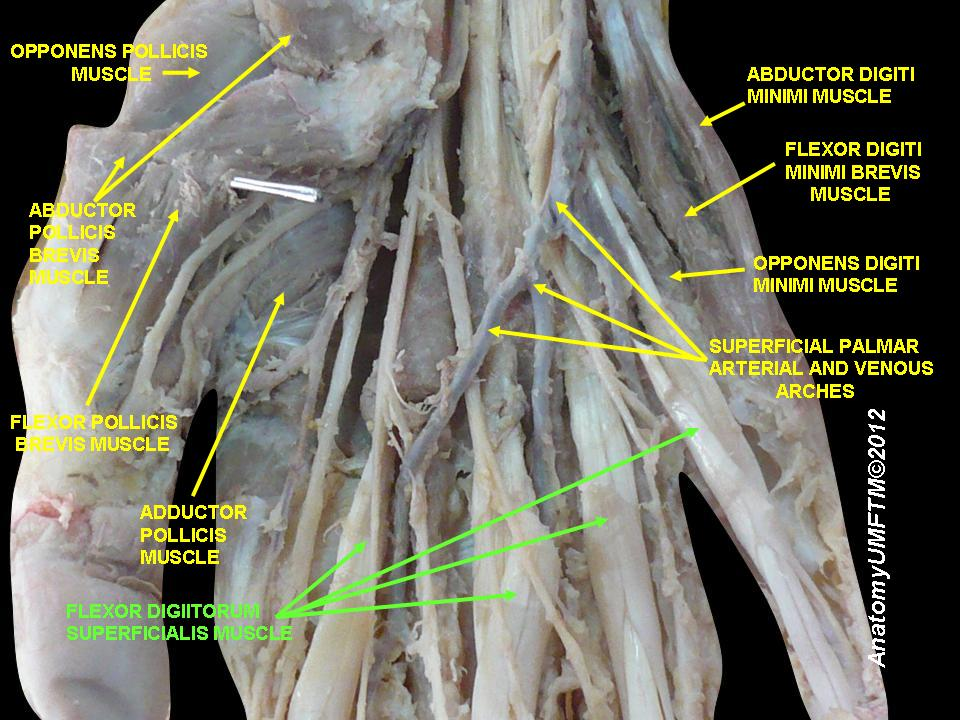
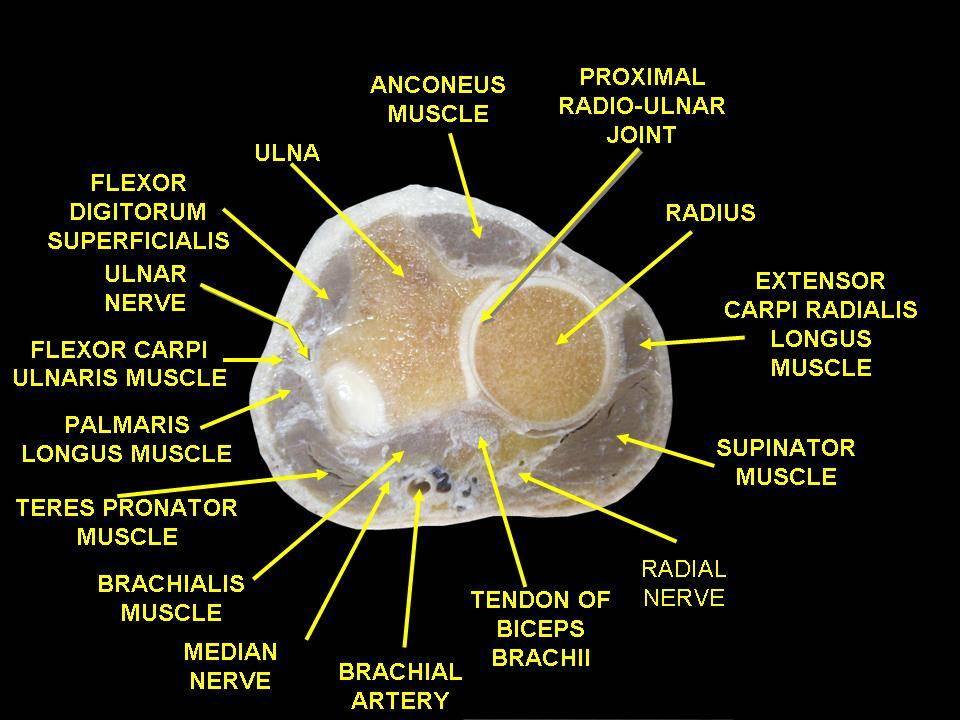